# Urin

Urinprov i ett provrör.

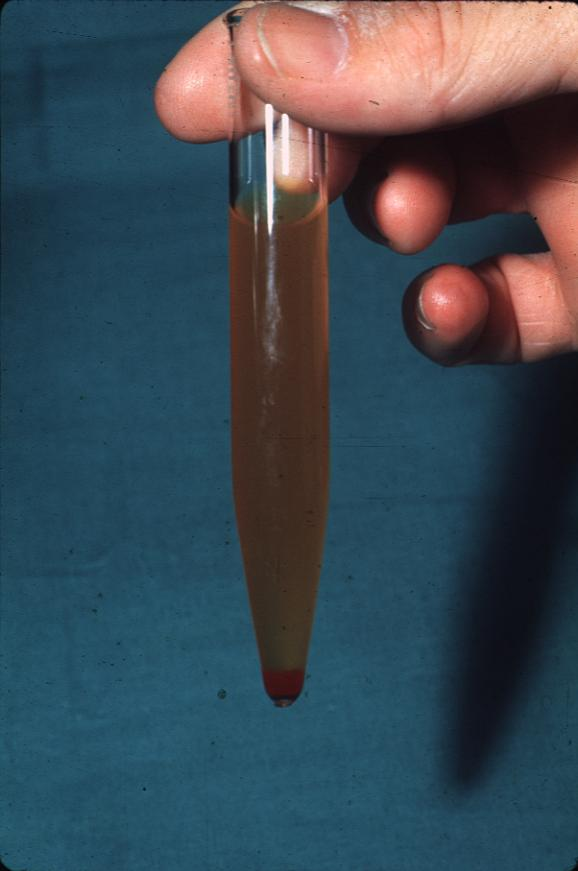
Urin som färgats röd till följd av hematuri.

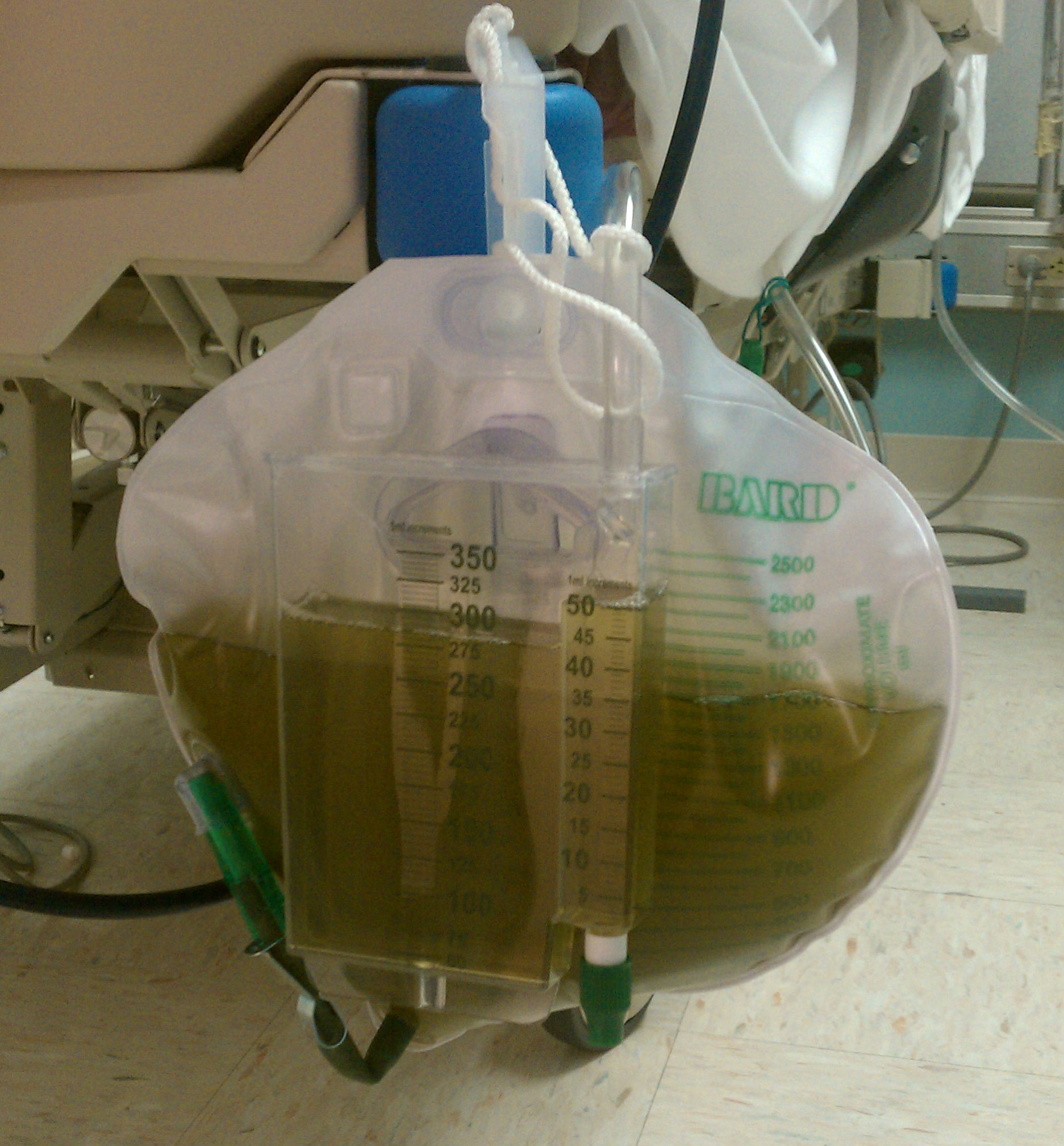
Grönfärgad urin till följd av en måttligt hög, sex dagar lång, behandling med Propofol.

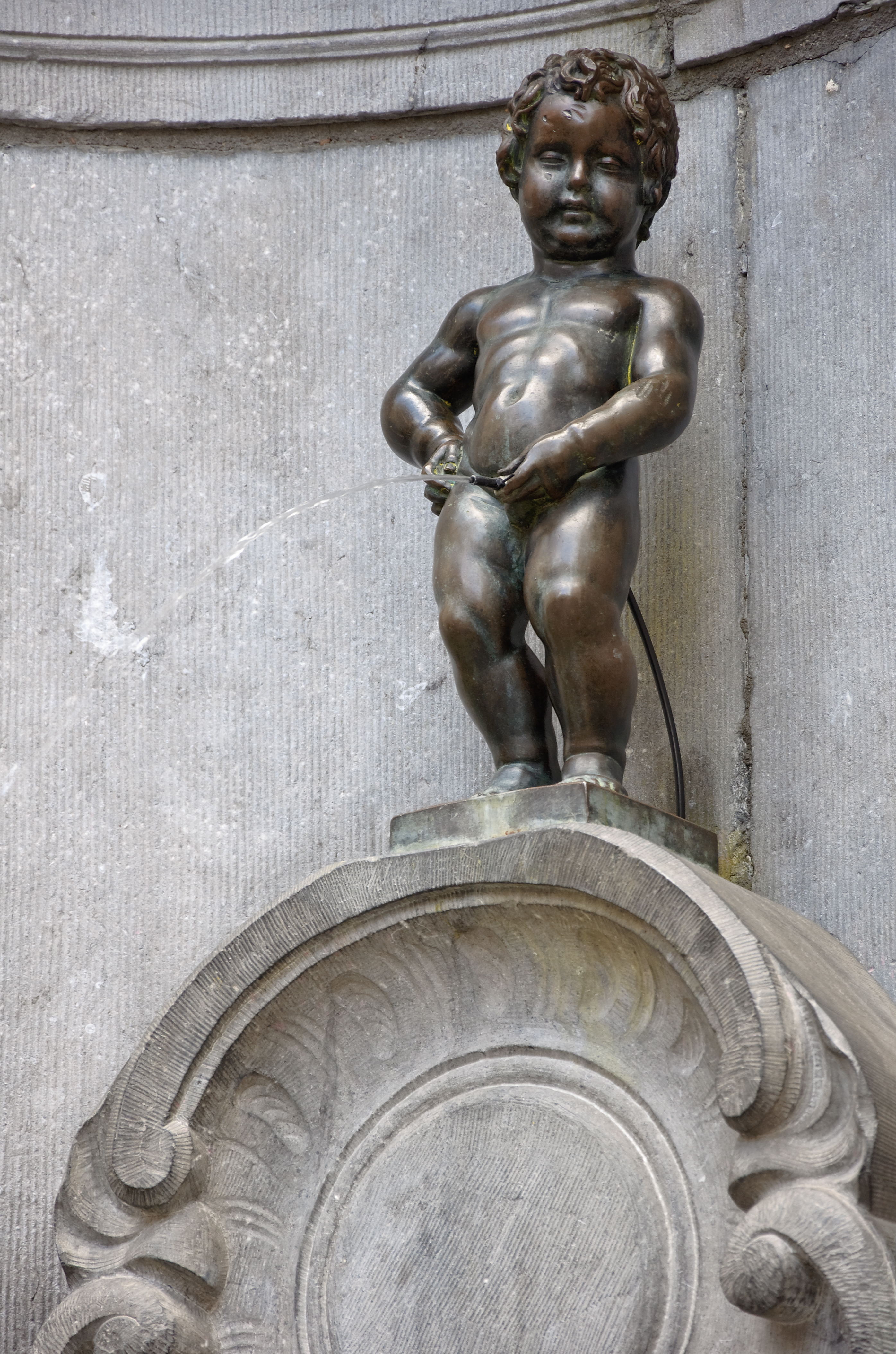
Manneken Pis i Bryssel.

Urin (ofta kallad för kiss eller piss) är en genomskinlig, vattenlöslig och ljust gul vätska som utsöndras av njurarna och som samlas upp i urinblåsan. Urin spelar en viktig roll i kroppens homeostas, framför allt för osmoreglering. Via utsöndringen lämnar också slaggprodukter kroppen.
Människans urinmängd per dygn är omkring en till två liter. Om mängden överskrider detta kallas tillståndet polyuri, vilket kan vara ett symptom på en sjukdom. För små urinmänger, oliguri, är likaså kliniskt betydelsefullt. En nästan obefintlig mängd, anuri, är mycket farligt.

## Innehåll
En detaljerad beskrivning av innehållet i mänsklig urin kan hittas i "NASA Contractor Report No. NASA CR-1802, D. F. Putnam, July 1971". Rapporten tillhandahåller en detaljerad kemisk analys av urinens beståndsdelar, analysmetoder för urin, samt dess kemiska och fysiska egenskaper. Urin består av ungefär 95 % vatten, de återstående beståndsdelarna, i nedstigande koncentrationsordning samt andra lösta joner, oorganiska och organiska beståndsdelar:
| Ämne      | Formel   | Koncentration [g/L] |
| --------- | -------- | ------------------- |
| Urea      | (NH2)2CO | 9,3                 |
| Klorid    | Cl−      | 1,87                |
| Natrium   | Na       | 1,17                |
| Kalium    | K        | 0,750               |
| Kreatinin | C4H7N3O  | 0,670               |

Tidigare trodde man att urin var sterilt i blåsan, men så är inte fallet. När urinen sedan når urinröret finns där en beläggning av epitelceller som är koloniserad av fakultativt anaeroba (det vill säga inte med nödvändighet anaeroba) gramnegativa, stavformade och kockiska bakterier.
På medeltiden förvarades kläder i en garderob (bokstavligen "att bevaka (garde) ens kläder (robe)") nära avträdets öppning för att ammoniaken i urinen tog död på loppor.

## Urinbildning
Urinbildningen i njurarna sker i njurarnas urinbildande enheter, nefron. Inkommande arterioler delar upp sig i kapillärnystan i glomerulus där primärurin filtreras ur kapillärernas väggar.  Primärurinen består av blodplasmans alla beståndsdelar med undantag av plasmaproteiner, då de är för stora för att filtreras. På ett dygn filtrerar njurarna ca 180 liter vätska hos en vuxen människa som väger omkring 70 kg. När plasmafiltratet, primärurinen, strömmar från glomerulus genom tubulussystemet sker reabsorption av lösta ämnen och vatten som organismen har användning för från njurtubuli till kapillärer som omger dem. Större delen av avfallsämnena reabsorberas inte och kan därför föras ut ur kroppen via urinen. Utsöndringen av vissa substanser kan ökas genom sekretion från epitelceller i tubulusväggen eller från pretubulära kapillärer till tubulussystemets hålrum, tubuslumen. 
Den färdiga urinen leds från njurarna genom urinvägarna där det lagras i urinblåsan tills den töms. Frisk urin är ljust gul med neutralt pH-värde.

## Sjukdomar och andra fysiologiska förhållanden
Vid diabetes mellitus (äldre benämning sockersjuka) utsöndras glukos med urinen på grund av att njurens förmåga att ta upp utsöndrad glukos från primärurinen är nedsatt. Detta tillstånd kallas glykosuri, och kan också ha andra orsaker. Andra sjukdomstillstånd kan ge upphov till proteiner i urinen (proteinuri, äldre benämning äggvita.) En särskild form av detta är hemoglobinuri, hemoglobin i urinen. Vid infektioner i blåsan eller urinvägarna eller njurbäckeninflammation, finns bakterier i urinen som i normalfallet inte finns där. Dessa sjukdomar yttrar sig ofta som dysuri, sveda vid urinering. Med urinen lämnar urea kroppen, vilket vid stora mängder kan ge urinen en stark lukt av ammoniak, vilket kan vara ett tecken på en underliggande sjukdom. Många andra ämnen lämnar kroppen med urinen, vilka kan mätas i urinprov, till exempel natrium. Sjukdomar kan också förändra urinens pH-värde.
Färgkoncentrationen av urinen anger hur stor andel vätska urinen har. Mörkgul och starkt luktande färsk urin är ett tecken på uttorkning och vätskebrist. Om detta fortfar en längre tid kan det leda till njursten. Urinen bör vara ljus minst en gång varje dygn. I varmt klimat, där man svettas mycket, bör man ge akt på detta och rätta vätskeintaget därefter. I Sverige kan det räcka med ett par liter vätska om dygnet; i tropikerna kan det krävas ännu mer, speciellt vid kroppsarbete. 
Hematuri, blod i urinen, kan märkas som en rödfärgning och kan tyda på allvarlig sjukdom och bör alltid föranleda läkarkontroll. Urinen kan vara rödfärgad av flera andra sjukdomar, till exempel porfyri, vid hemoglobinuri som vissa sorters cancer med mera, eller vid myoglobinuri.
Urinen kan också bli rödfärgad på grund av att man ätit viss sorts mat, exempelvis rödbetor; efter ett större intag av rödbetor kan urinen bli så kraftigt rödfärgad att det kan misstolkas som blod. Tillståndet förekommer hos omkring 10 till 14% av befolkningen och beror på utsöndring av betanin, ett färgämne som finns i betor. Fenomenet kan uppstå och försvinna av sig självt. Rödfärgad urin på grund av rödbetsintag är harmlöst.